# رافع سلامه
رافع سلامه (درگذشتهٔ ۱۳ ژوئیهٔ ۲۰۲۴) یک مبارز فلسطینی و رئیس شاخه خان یونس گردان‌های قسام، شاخه نظامی حماس بود. او در ۱۳ ژوئیهٔ ۲۰۲۴، در جریان جنگ غزه، در حمله هوایی ارتش اسرائیل به اردوگاه پناهندگان المواصی کشته شد.

## حرفه نظامی
سلامه در ابتدا در مدرسه‌ای در خان یونس کار می‌کرد و سپس در اوایل دهه ۱۹۹۰ به حماس پیوست و به عنوان فرمانده تیپ خان یونس به فرماندهی محمد سنوار منصوب شد. اسرائیل، سلامه را به سازماندهی حمله مرزی غزه در سال ۲۰۰۶ و دستگیری گیلعاد شلیط، و همچنین حمله ۷ اکتبر به اسرائیل متهم کرده است.
اسرائیل در ۱۳ ژوئیه ۲۰۲۴ خانه خانواده سلامه در المواصی را بمباران کرد که منجر به کشته شدن سلامه و محمد ضیف، فرمانده گردان‌های قسام، شد. حمله هوایی گسترده به اردوگاه آوارگان همچنین منجر به کشته شدن حداقل ۹۰ فلسطینی و زخمی شدن بیش از ۳۰۰ نفر شد. به گزارش کانال سعودی الحدث، رفا سلامه در این حمله کشته شد در حالی که ضیف به شدت زخمی شد. حماس ادعاهای ارتش اسرائیل مبنی بر هدف قرار دادن رهبرانش را رد کرد و آنها را «ادعاهای دروغین» خواند که هدفشان «سرپوش گذاشتن بر ابعاد قتل‌عام وحشتناک» است. ساعاتی پس از حملات، منابع مرگ سلامه را تأیید کردند و او توسط بستگان و اعضای حماس به خاک سپرده شد. ابوعبیده، سخنگوی حماس، مرگ او را در ۳۰ ژانویهٔ ۲۰۲۵ تأیید کرد. هر دو پسر او نیز در جنگ کشته شدند.